# موتور بنياد خيرية و الفجر (غرمسار كرمان)
موتور بنیاد خیریة والفجر (بالإنجليزية: Mowtowr-e Boniad Kheyriyeh va ol Fajr)‏ هي منطقة سكنية تقع في إيران في قسم غرمسار الریفي. يقدر عدد سكانها بـ 24 نسمة .